# مال كثير، وقت قليل

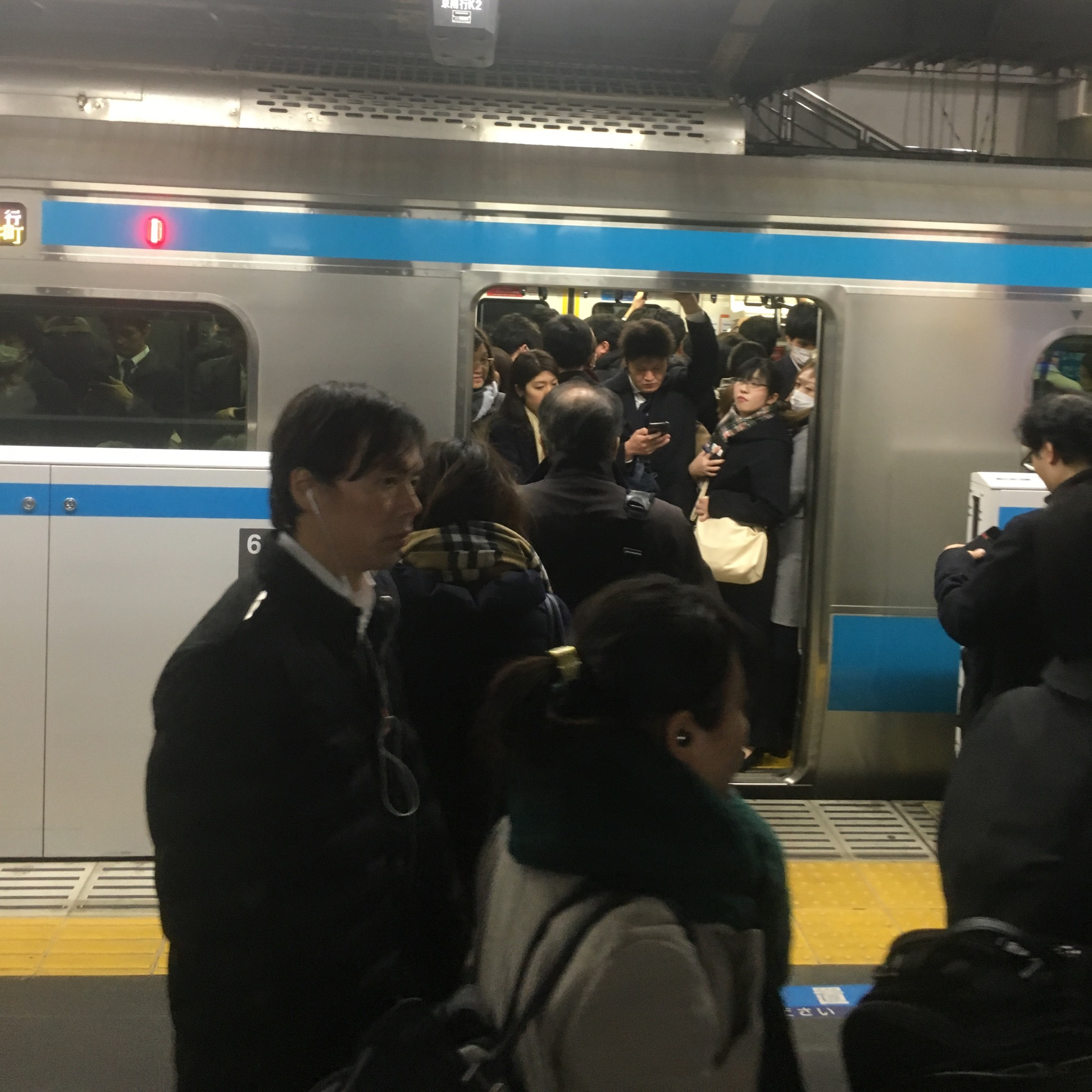

مال كثير، وقت قليل هو تعبير يستخدم لوصف مجموعة من الناس الذين يملكون وقتاً قليلا نسبياً، على الرغم من ارتفاع دخلهم من خلال العمل بأجر جيد. وصيغت كلمة «ضيق الوقت» كاسم لهذه الظاهرة. 
استخدمت العبارة لأول مرة في بريطانيا في نهاية القرن العشرين، يتقبل العديد من الناس ضيق الوقت باعتباره ظرفاً لا بد منه كونك موظفاً، ويسعى اخرون إلى حل هذه المشكلة من خلال التقليل من العمل أو الترتيب لدوام مرن. وتؤثر هذه المشكلة على كلٍ من العاملين بأجر الذين يعملون لساعات طويلة رغم أنهم ربما يتقاضون أجراً جيداً، بالإضافة إلى العمال ذوي الأجور المنخفضة في الساعة حيث يعملون لساعات طويلة لكسب المزيد من المال. وقد انعكست فكرة «مال كثير، وقت قليل» في حق الإنسان بالراحة وأوقات الفراغ، المنصوص عليه في المادة 24 من الإعلان العالمي لحقوق الإنسان. وقد أقترح الباحثان في مجال التسويق كينهوف ودي ولف أنه يمكن تقسيم المتسوقين إلى أربع شرائح: «مال قليل، وقت كثير», «مال قليل، وقت قليل», «مال كثير، وقت كثير» و«مال كثير، وقت قليل»، وتشير تحاليلهما إلى أن هذه الشرائح بينها فوارق كبيرة في سلوكها وموقفها والتي تؤثر في عادات الشراء.

## في الثقافة الشعبية
تناولت الرواية الخيالية "مومو" للكاتب الألماني مايكل إندي هذه المسألة فيما يتعلق بالوقت واستخدامه في المجتمع الحديث.